# Nederduitse Gereformeerde Kerk (Dolerende)
De Nederduitse Gereformeerde Kerken is de kerkelijke stroming die in 1886 is ontstaan tijdens de Doleantie, als afscheiding van de Nederlandse Hervormde Kerk.
Deze kerk heeft in 1892 samen met nagenoeg de gehele Christelijke Gereformeerde Kerk de Gereformeerde Kerken in Nederland gevormd.
De naam moet niet worden verward met de Nederduitse Gereformeerde Kerk, wat de naam was van de publieke kerk, die ten tijde van de Reformatie in 1571 is ontstaan, en die in 1816 is overgegaan in de Nederlandse Hervormde Kerk. De naam 'Nederduitse Gereformeerde Kerken' is overigens wel een verwijzing naar deze 'voorloper' van de Hervormde Kerk.
De belangrijkste voorman van het Voorlopig kerkverband van Nederduitsche Gereformeerde Kerken (dolerende), zoals de naam officieel luidde, was dr. Abraham Kuyper, die later zou uitgroeien tot dé leidende figuur in Gereformeerd Nederland.